# Alophoixus pallidus
El bulbul pálido (Alophoixus pallidus) es una especie de ave paseriforme perteneciente a la familia Pycnonotidae propia del sureste de Asia.

## Distribución y hábitat
Se encuentra en Camboya, China, Laos, Birmania, Tailandia y Vietnam. Su hábitat natural son los bosques húmedos subtropicales y tropicales.